# Eutreptiella hirudoidea
Eutreptiella hirudoidea (Butcher, 1961), secondo una classificazione filogenetica  è una specie del supergruppo Excavata appartentente alla famiglia Eutreptiaceae.

## Caratteristiche
Eutreptiella hirudoidea è stata ritrovata per la prima volta in Gran Bretagna nel 1961, da Butcher..
Successivi ritrovamenti sono avvenuti in Ucraina (Mar Nero), e Svezia.
Eutreptiella hirudoidea è diffusa intorno alle coste irlandesi atlantiche e del mar d'Irlanda, e alle coste svedesi e norvegesi del Mar del nord e Mar baltico..